# Лукашівська сільська рада (Близнюківський район)
Лукаші́вська сільська́ ра́да — адміністративно-територіальна одиниця та орган місцевого самоврядування у Близнюківському районі Харківської області. Адміністративний центр — село Лукашівка.

## Загальні відомості
- Лукашівська сільська рада утворена в 1967 році.
- Територія ради: 114,4 км²
- Населення ради: 1 460 осіб (станом на 2001 рік)

## Населені пункти
Сільській раді підпорядковані населені пункти:
- с. Лукашівка
- с. Водолазьке
- с. Водяне (КОАТУУ 6320684003)
- с. Водяне (КОАТУУ 6320684004)
- с. Ганно-Рудаєве
- с. Дмитрівка
- с. Катеринівка
- с. Ладне
- с. Миролюбівка
- с. Сергієва Балка
- с. Степове

## Склад ради
Рада складалася з 16 депутатів та голови.
- Голова ради: Прощенко Сергій Федорович
- Секретар ради: Геращенко Наталія Олексіївна

### Керівний склад попередніх скликань
| Прізвище, ім'я, по батькові | Основні відомості                                                         | Дата обрання | Дата звільнення |
| --------------------------- | ------------------------------------------------------------------------- | ------------ | --------------- |
| Руденко Надія Андріївна     | Сільський голова, 1967 року народження, член Комуністичної партії України | 26.03.2006   | 31.10.2010      |
| Прощенко Сергій Федорович   | Сільський голова, 1958 року народження, освіта вища, член Партії регіонів | 31.10.2010   |                 |

Примітка: таблиця складена за даними сайту Верховної Ради України

### Депутати
За результатами місцевих виборів 2010 року депутатами ради стали:

#### За суб'єктами висування
| Суб'єкт висування                                       | Кількість обраних депутатів | %    |
| ------------------------------------------------------- | --------------------------- | ---- |
| Партія регіонів                                         | 6                           | 37,5 |
| Комуністична партія України                             | 4                           | 25   |
| Політична партія Всеукраїнське об'єднання «Батьківщина» | 3                           | 18,8 |
| Політична партія «Сильна Україна»                       | 1                           | 6,3  |
| Самовисування                                           | 1                           | 6,3  |
| Соціалістична партія України                            | 1                           | 6,3  |

#### За округами
| № округу                                                | Прізвище, ім'я, по батькові     | Дата визнання обраним | Освіта  | Партійна приналежність                  | Відомості про обраного депутата                              |
| ------------------------------------------------------- | ------------------------------- | --------------------- | ------- | --------------------------------------- | ------------------------------------------------------------ |
| Комуністична партія України                             |                                 |                       |         |                                         |                                                              |
| 4                                                       | Жиров Валерій Анатолійович      | 01.11.2010            | середня | член Комуністичної партії України       | тимчасово не працює                                          |
| 7                                                       | Мащенко Вячеслав Григорович     | 01.11.2010            | вища    | член Комуністичної партії України       | пенсіонер                                                    |
| 15                                                      | Юзифович Віктор Васильович      | 01.11.2010            | середня | член Комуністичної партії України       | Лукашівська загальноосвітня школа, сторож                    |
| 16                                                      | Огар Анатолій Петрович          | 01.11.2010            | середня | член Комуністичної партії України       | СГ «Світанок», механізатор                                   |
| Партія регіонів                                         |                                 |                       |         |                                         |                                                              |
| 3                                                       | Кривомлинова Ніна Володимирівна | 01.11.2010            | середня | позапартійна                            | тимчасово не працює                                          |
| 5                                                       | Мащенко Світлана Олександрівна  | 01.11.2010            | вища    | член Партії регіонів                    | УПЗСН Близнюківської райдержадміністрації, начальник відділу |
| 9                                                       | Літвінова Світлана Григорівна   | 01.11.2010            | середня | член Партії регіонів                    | пенсіонер                                                    |
| 11                                                      | Овсяннікова Олена Миколаївна    | 01.11.2010            | середня | член Партії регіонів                    | тимчасово не працює                                          |
| 12                                                      | Процун Тетяна Степанівна        | 01.11.2010            | вища    | член Партії регіонів                    | Лукашівська загальноосвітня школа, директор                  |
| 13                                                      | Авсюнова Алла Миколаївна        | 01.11.2010            | вища    | член Партії регіонів                    | тимчасово не працює                                          |
| Політична партія Всеукраїнське об'єднання «Батьківщина» |                                 |                       |         |                                         |                                                              |
| 1                                                       | Єфіменко Ніна Анатоліївна       | 01.11.2010            | вища    | позапартійна                            | ЧП Ачкасова, продавець                                       |
| 2                                                       | Геращенко Наталія Олексіївна    | 01.11.2010            | вища    | позапартійна                            | Лукашівськаа сільська рада., секретар                        |
| 10                                                      | Лєпілова Тетяна Іванівна        | 01.11.2010            | середня | позапартійна                            | Лукашівська сільська рада, головний бухгалтер                |
| Політична партія «Сильна Україна»                       |                                 |                       |         |                                         |                                                              |
| 8                                                       | Кубарь Любов Анатоліївна        | 01.11.2010            | середня | член Політичної партії «Сильна Україна» | тимчасово не працює                                          |
| Соціалістична партія України                            |                                 |                       |         |                                         |                                                              |
| 6                                                       | Герасімов Володимир Семенович   | 01.11.2010            | середня | член Соціалістичної партії України      | пенсіонер                                                    |
| Самовисування                                           |                                 |                       |         |                                         |                                                              |
| 14                                                      | Кобзар Сергій Соловейович       | 01.11.2010            | середня | позапартійний                           | тимчасово не працює                                          |